# Margaret Yorke
Margaret Yorke, pseudonym för Margaret Beda Larminie Nicholson, född 30 januari 1924 i Compton, Surrey, död 17 november 2012 i Long Crendon, Buckinghamshire, var en brittisk författare.
Yorke föddes i England men tillbringade sin barndom i Dublin fram till 1937, då hon återvände till Storbritannien. Under andra världskriget tjänstgjorde hon som chaufför i Women's Royal Naval Service. Därefter arbetade hon i ett bibliotek vid Oxfords universitet. 
Yorke debuterade som skönlitterär författare 1957 med romanen Summer Flight, men är mest känd som författare av kriminallitteratur. Hennes kriminallitterära debut med Dead in the Morning 1970 var starten på en serie klassiska kriminalmysterier. I mitten av 1970-talet började hon skriva psykologiska kriminalromaner.